# Sistema criminale integrato
(Procuratore DNA Federico Cafiero de Raho alla conclusione dell'operazione Galassia, 2018)
L'espressione sistema criminale integrato definisce un legame tra organizzazioni criminali per raggiungere obiettivi comuni. 

## Le origini del termine
Il collaboratore di giustizia Leonardo Messina fu il primo a testimoniare dinanzi alla Commissione parlamentare antimafia il 4 dicembre 1992 che le varie denominazioni regionali delle organizzazioni mafiose (Cosa Nostra, Camorra, ’Ndrangheta, Sacra Corona Unita) sono in realtà parte di un unico sistema criminale: «Tutte le altre sono diciture, ma la struttura è sempre quella di Cosa Nostra: si chiamino Sacra Corona Unita, ‘ndrangheta, camorra e così via, si tratta di nomignoli, ma la struttura è Cosa Nostra. […] Le regioni eleggono il loro rappresentante nazionale, che è il contatto con le altre organizzazioni, da non confondere con le decine che le varie famiglie hanno sparse per il mondo, che sono altre organizzazioni, altre mafie che non sono Cosa nostra».
Le indagini sono nate già nel 1994, quando il procuratore capo di Palermo Giancarlo Caselli affidò ai sostituti procuratori della Direzione distrettuale antimafia Antonio Ingroia, Roberto Scarpinato, Domenico Gozzo e Guido Lo Forte l’inchiesta denominata "Sistemi Criminali", sostenendo che vi fosse una convergenza d'interessi tra Cosa nostra, 'Ndrangheta, Sacra Corona Unita, massoneria deviata, pezzi di Stato ed eversione nera per organizzare un golpe nel biennio 1992-1993 attraverso una campagna terroristica: si ipotizzava infatti «che numerose organizzazioni criminali di diversa origine, legate reciprocamente a causa della sempre più frequente comunanza di interessi, si fossero raccolte – sul piano tattico - in una sorta di "sistema criminale" in grado di agire in tutte le direzioni e all'interno di tutti gli ambienti, che poteva anche essersi espresso sul piano strategico». L'indagine fu archiviata nel 2001 su richiesta del pm Scarpinato perché le prove si rivelarono insufficienti per un processo.

### Le dichiarazioni di Scarpinato
In un'intervista resa al giornalista Attilio Bolzoni nel 2016, il procuratore generale Roberto Scarpinato affermò: «Anche nel mondo mafioso c'è stata una selezione della specie. Solo alcune élite criminali partecipano al gioco grande del potere, dove a livello apicale gestiscono le leve della residua spesa pubblica e dei business che richiedono competenze complesse multilivello: dal settore dell'energia a quello delle privatizzazioni. Da anni uso la denominazione "sistemi criminali", network nei quali esponenti di mondi diversi mettono in comune risorse di potere politico ed economico - e se occorre anche militare - per colonizzare interi comparti economici o territoriali».

## Le componenti del sistema criminale

### Cosa Nostra e 'ndrangheta
Il sistema criminale tra Cosa Nostra e 'Ndrangheta sarebbe responsabile degli attentati contro i carabinieri Antonino Fava e Vincenzo Garofalo, uccisi il 18 gennaio 1994. L'indagine, denominata "'Ndrangheta stragista", ha portato nel 2017 all'incriminazione di Giuseppe Graviano, fedelissimo di Totò Riina già in carcere dal 1994, e all'arresto di Rocco Santo Filippone, della cosca di 'ndrangheta dei Piromalli di Gioia Tauro.
Nel 2014 il pentito Vito Galatolo ha rivelato che Cosa nostra voleva organizzare un attentato contro il pubblico ministero Nino Di Matteo, e ha acquistato il tritolo in Calabria.
Il 26 gennaio 2015 il pentito di 'ndrangheta Antonino Fiume ha rivelato al pm di Reggio Calabria Giuseppe Lombardo l'esistenza di un "consorzio" in Lombardia che, a partire dagli anni '80, unirebbe insieme Cosa Nostra, 'Ndrangheta, Camorra e Sacra Corona Unita: «Il "consorzio" veniva convocato e prendeva le decisioni che riguardavano le azioni criminose più delicate, tra le quali le operazioni ai danni di appartenenti all'organizzazione di tipo mafioso o relative a soggetti che avevano rapporti con la stessa organizzazione. Per consumare gli omicidi eccellenti si verificavano anche scambi di killer tra le varie strutture criminali consorziate. [omissis] Ho appreso, prendendo parte ad alcune riunioni del "consorzio", che il predetto aveva un ruolo sovraordinato, all'epoca, anche alla componente di cosa nostra riferibile a Totò Riina e quindi ai corleonesi. Tali affermazioni era state fatte da Antonio Papalia e da Jimmy Miano [...]».
La testimonianza di Fiume è stato confermata dal pentito pugliese Salvatore Annacondia, il quale ha affermato: «La parola Consorzio era usata raramente ma era usata. Il consorzio era la mamma di tutti i gruppi. Era una realtà che andava oltre la 'ndrangheta e ricomprendeva 'ndrangheta, pugliesi, siciliani, campani. Milano e la Lombardia erano la terra di elezione di questo Consorzio, erano i territori dove andavamo tutti, dove convergevamo tutti. La Lombardia era la succursale della Calabria».
Filippo Barreca, che ricopriva un ruolo di spicco all'interno della 'ndrangheta, ha parlato del ruolo dell'avvocato Paolo Romeo indicandolo come «l'anello di congiunzione tra la struttura mafiosa e la politica» per la Calabria nonché «l'elemento di collegamento fra Cosa Nostra siciliana e la 'ndrangheta reggina». È stato accertato che l'organizzazione terroristica di Cosa Nostra e 'ndrangheta detta Falange Armata venne così chiamata su suggerimento dei Servizi Segreti deviati. Successivamente si è scoperto che le telefonate rivendicate con la sigla "Falange Armata" provenivano proprio da alcune sedi del Sismi, il servizio segreto italiano.

### La massoneria deviata
Licio Gelli, Gran Maestro della loggia P2, è stato accusato di rapporti con la mafia. 
Il collaboratore di giustizia Francesco Marino Mannoia ha affermato che Pippo Calò, Salvatore Riina e Francesco Madonia si avvalevano di Gelli per i loro investimenti a Roma. Egli era il «banchiere» di questo gruppo così come lo fu Sindona per quello di Bontade e Inzerillo. Gioacchino Pennino ha specificato che i rapporti già esistenti tra Gelli e Bontade subirono una frattura nel 1979 quando il massone non appoggiò il golpe voluto da Sindona.
Molti boss mafiosi sono stati collegati alla massoneria. Roberto Scarpinato ha affermato che Stefano Bontate, Bernardo Provenzano e Matteo Messina Denaro appartenevano a una loggia segreta che era un'articolazione in Sicilia della P2 di Licio Gelli. Le indagini sulla latitanza di Matteo Messina Denaro hanno portato ad indagare sulla sua protezione da parte di una loggia massonica.

### I servizi segreti deviati
Alcuni agenti dei servizi segreti hanno avuto rapporti con la mafia, l'ex 007 Bruno Contrada è stato arrestato per rapporti con Cosa Nostra. Anche l'ex agente Giovanni Aiello è stato accusato di rapporti con la mafia.

### Il Quarto livello
Con l'espressione "Quarto livello", o "Stato parallelo" ci si riferisce ad un livello nascosto superiore alla criminalità organizzata. 
Non è stato dimostrato che esista, ma è stato comunque accertato che gli esponenti della 'ndrangheta entrati a fare parte della Santa, potevano avere rapporti con la massoneria deviata ed entrarvi come affiliati.
Molti esponenti della criminalità organizzata, o loro stretti parenti o persone condannate per concorso esterno in associazione mafiosa, risultano iscritti a logge massoniche, tanto che a tal proposito è stato coniato il termine di "massomafia".
Si sospetta che Matteo Messina Denaro sia stato protetto e nascosto per lungo tempo da una "superloggia deviata". A marzo 2019, nel suo paese di nascita, Castelvetrano, è stata scoperta e smantellata una superloggia segreta di cui facevano parte anche politici e professionisti.

## Sviluppi recenti

### Operazione Galassia
Il 14 novembre 2018 si conclude l'operazione Galassia della Guardia di Finanza, della DIA, della polizia e dei carabinieri con l'arresto di 68 persone (oltre a Reggio Calabria, 13 a Catania, 22 a Bari), tra cui il presunto membro delle 'Ndrine Pesce-Bellocco Antonio Zungri, alcuni membri dei Tegano e forse dei Piromalli che, insieme a camorristi, ai Santapaola-Ercolano di Catania e a criminali pugliesi (clan Capriati e Parisi), si erano inseriti illegalmente nella rete commerciale delle società di scommesse online "Planetwin365", "Betaland", "Enjoybet" e "Planetwin", con un volume di affari di 4,5 miliardi di euro. Gli inquirenti italiani hanno collaborato nell'indagine con Eurojust e con le autorità giudiziarie di Austria, Svizzera, Regno Unito, Isola di Man, Paesi Bassi, Curacao, Serbia, Albania, Spagna e Malta.
Il 27 ottobre 2020 il processo celebrato con il rito abbreviato si è concluso con 6 condanne e due assoluzioni.

### Sistema mafioso lombardo
Il 25 ottobre 2023 si conclude l'operazione Hydra con 153 indagati e l'arresto di 11 persone, tutti ritenuti legati al clan Fidanzati (Palermo), al mandamento di Castelvetrano (Trapani) e ai Rinzivillo di Gela (Caltanissetta) di Cosa Nostra, alle locali di Lonate Pozzolo (i Rispoli) e di Desio (i Crea e gli Iamonte) della 'Ndrangheta e al clan campano-romano dei Senese, accusati a vario titolo di estorsione, truffa, riciclaggio, detenzioni di armi, traffico e distribuzione di stupefacenti e investimenti in edilizia attraverso l'ecobonus, l'ortomercato della città di Milano e parcheggi di ospedali. Secondo la ricostruzione della Direzione distrettuale antimafia di Milano, questi gruppi criminali avrebbero fatto parte di un unico "consorzio", ribattezzato dal pm Alessandra Cerreti e dal procuratore Marcello Villa “sistema mafioso lombardo”, nato per condividere affari e il controllo del territorio in Lombardia. Tuttavia, il gip di Milano, Tommaso Perna, negò l'arresto di 142 persone su 153 indagati rigettando la tesi della pm Cerreti sull’esistenza di un unico "consorzio" in Lombardia tra Cosa nostra, 'Ndrangheta e Camorra.
Nell'ottobre 2024, su ricorso della pm Cerreti, il Tribunale del riesame confermò la presenza di un sodalizio tra le diverse propaggini mafiose italiane operanti in Lombardia per la gestione di affari illeciti ma non il concetto di confederazione mafiosa che dovrebbe invece avere una connotazione nazionale. 
Il 4 aprile 2025 il procuratore di Milano Marcello Viola e i pm Alessandra Cerreti e Rosario Ferracane hanno chiesto il processo per 143 indagati.